# Лібер
Лі́бер (лат. Liber) — у римській міфології бог вина та родючості, який ототожнювався з Діонісом (Вакхом).
Разом із культом Лібера шанувалося також й божество жіночої статі Лібера — Прозерпіна, яка ототожнювалася з грецькою Персефоною.
На честь Лібера щорічно справлялися свята, які отримали назву лібералій.